# Bodenleitsystem

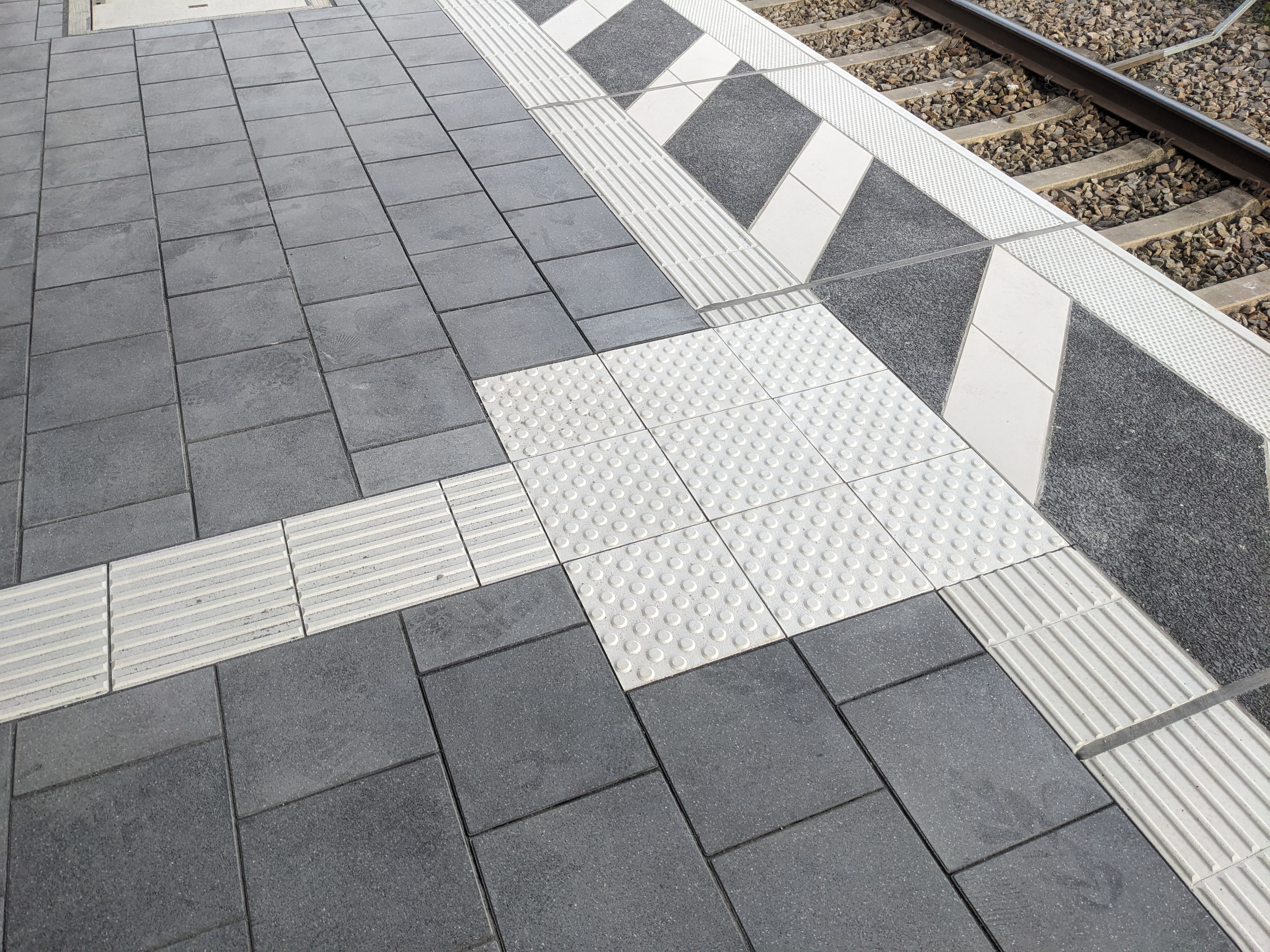
Leitstreifen und Aufmerksamkeitsfeld auf einem Bahnsteig

Als Bodenleitsysteme oder Blindenleitsysteme (manchmal auch Leitliniensysteme oder Leitstreifen genannt) werden allgemein Systeme bezeichnet, die es blinden oder hochgradig sehbehinderten Menschen ermöglichen, sich mit Hilfe eines Pendel- bzw. Blindenstocks selbständig im öffentlichen Raum, in Gebäuden und an Haltestellen öffentlicher Verkehrsmittel sicherer und leichter zu bewegen. In der Regel handelt es sich um aus einzelnen Bodenindikatoren zusammengesetzte taktile (Boden-)leitsysteme, ein alternativer Ausdruck ist tastbare Bodenleitsysteme. 
International und regional verschieden konzipierte taktile Bodenleitsysteme aus optisch und taktil kontrastierenden Bodenindikatoren wie beispielsweise Rillen- und Noppenplatten bzw. -pflaster finden sich als bauliche Ausstattung von Straßen, Plätzen, Fußgängerüberwegen, Haltestellen des ÖPNV, Bahnhöfen sowie öffentlichen Einrichtungen mit Leitsystemen. Ziel der Ausstattung ist die Barrierefreiheit im öffentlichen (Straßen-)Raum.

## Geschichte
Bodenleitsysteme wurden erstmals von dem japanischen Ingenieur Seiichi Miyake im Jahr 1965 für einen Freund entwickelt. In der Folge setzten sie sich weltweit durch. In Deutschland wurden die ersten Bodenindikatoren Anfang der 1980er Jahre verlegt, im Jahr 2000 erschien die erste DIN-Norm zu Bodenindikatoren (DIN 32984 – Bodenindikatoren im öffentlichen Raum).

## Merkmale

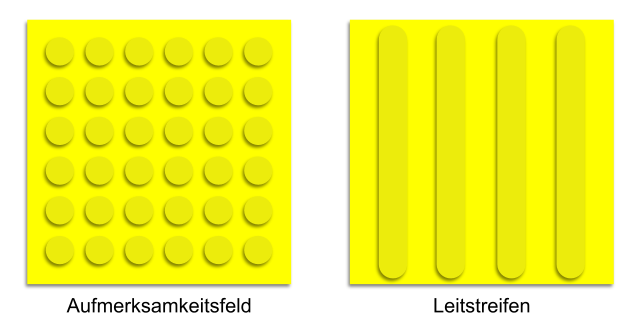
Diagramm beider Arten von Bodenleitsysteme

In der Regel bestehen Bodenleitsysteme aus Leitstreifen und Aufmerksamkeitsfeldern. Leitstreifen bieten Führung und Orientierung zu wichtigen Zielen, etwa Aus- und Eingängen, Treppen, Aufzügen und auf großen Flächen, z. B. Plätzen, oder helfen Hindernisse zu umgehen.

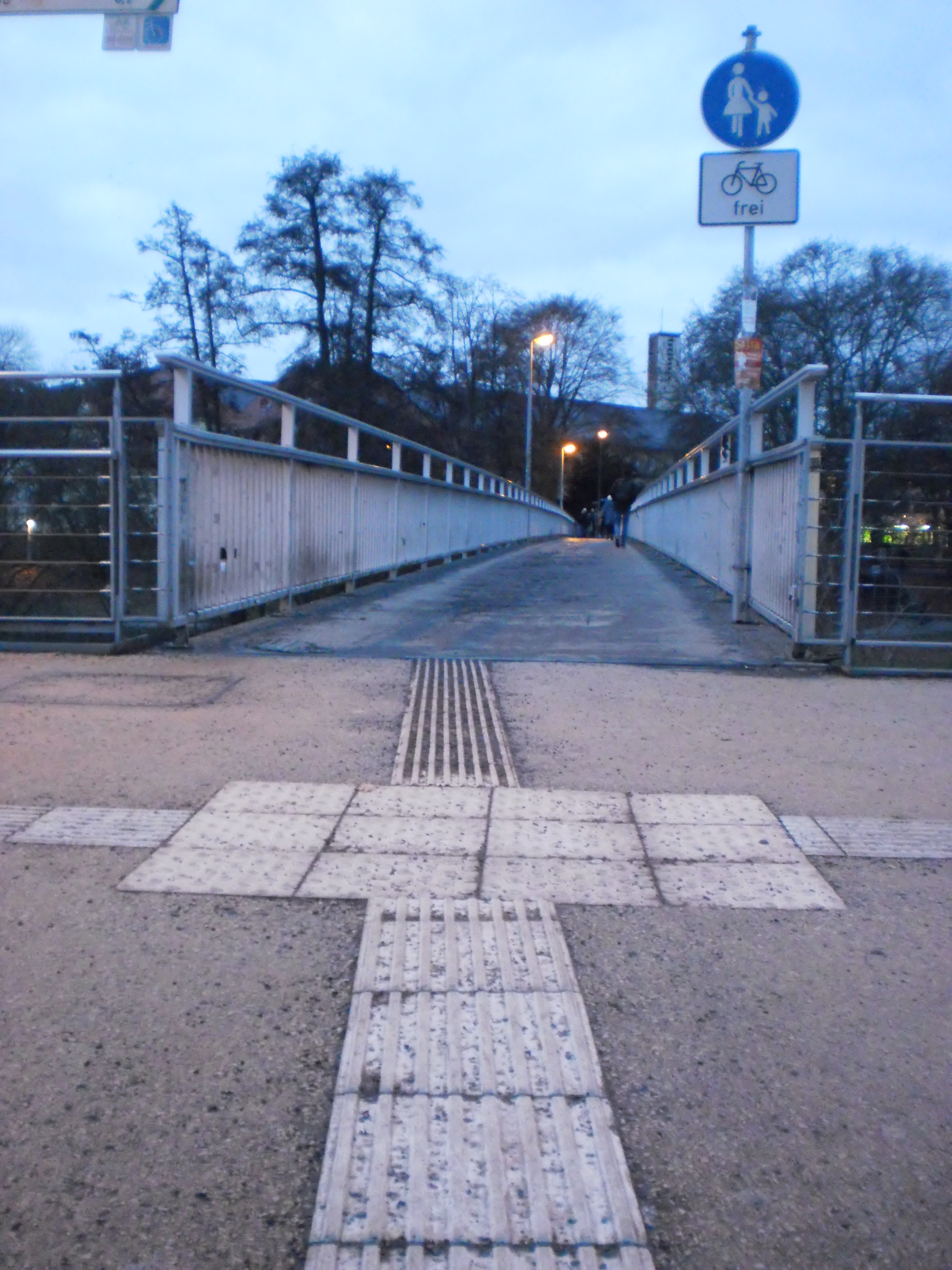
Kreuzung mit Eingang zu einer Brücke in Marburg

Aufmerksamkeitsfelder können sehr unterschiedliche Funktionen haben:
- Abzweigefelder weisen auf Verzweigungen oder Richtungswechsel hin
- Richtungsfelder zeigen Richtungen, z. B. bei Fahrbahnquerungen an
- Auffindestreifen weisen auf den Beginn eines Blindenleitsystems oder auf seitlich gelegene Ziele hin, z. B. Haltestellen oder Aufzüge
- Einstiegsfelder markieren den Einstieg, z. B. an Bushaltestellen
- Warnfelder warnen vor Hindernissen
- Auffangstreifen begrenzen begehbare Flächen, z. B. auf Bahnsteigen

Leitstreifen und Aufmerksamkeitsfelder können aus weißen oder schwarzen Platten bestehen. Bei fehlenden taktilen oder optischen Kontrasten zwischen den Leitstreifen oder Aufmerksamkeitsfeldern wird ein Begleitstreifen aus kontrastreichen Bodenelementen erstellt.
Blinde und sehbehinderte Menschen können die Leitstreifen und Aufmerksamkeitsfelder mittels eines Langstocks ertasten und sich so orientieren. Wenn noch ein gewisses Sehvermögen vorhanden ist, unterstützt auch die kontrastreiche farbliche Gestaltung die Orientierung. Ebenfalls zu Bodenleitsystemen gehört die Ausstattung von Treppengeländern oder Aufzügen mit Beschriftungen in Brailleschrift oder Pyramidenschrift und die kontrastreiche Kennzeichnung von Stufen oder Bahnsteigkanten.
Ziel der Anlage von Bodenleitsystemen ist es, blinden und sehbehinderten Menschen durchgängige Wegeketten zu bieten und ihnen die Nutzung der entsprechenden Einrichtungen zu ermöglichen.
Als Bodenindikatoren werden i. d. R. Rillen- bzw. Rippenplatten und Noppenplatten eingesetzt, vereinzelt auch andere Oberflächen, z. B. Rauten. Sie bestehen zumeist aus Beton, manchmal aus Naturstein mit gefräster Oberfläche, vereinzelt auch Kautschuk, Metall oder Kunststoff (dann zumeist in Innenräumen, z. B. Bahnhöfen).

### Bodenindikatoren mit Rillen und Rippen

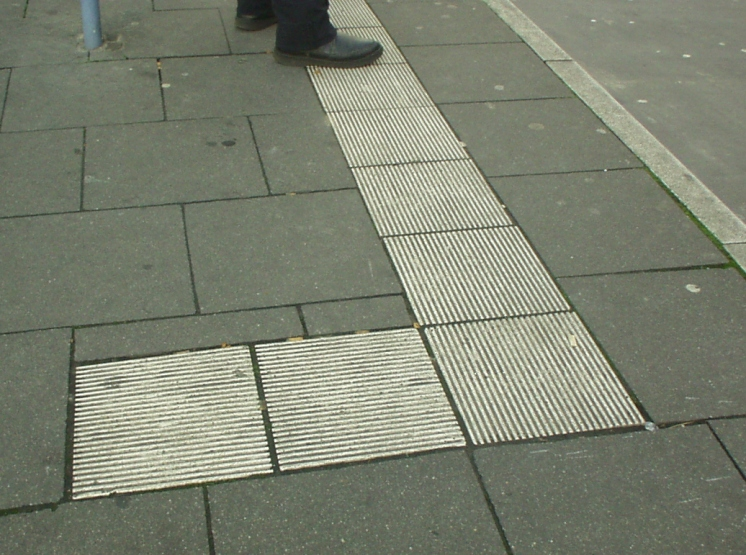
Rillenplattenstreifen an einer Bushaltestelle

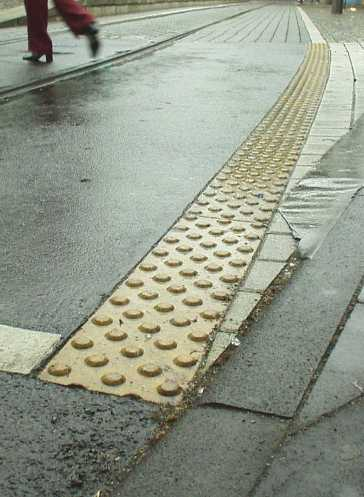
Leitstreifen aus Noppenplatten

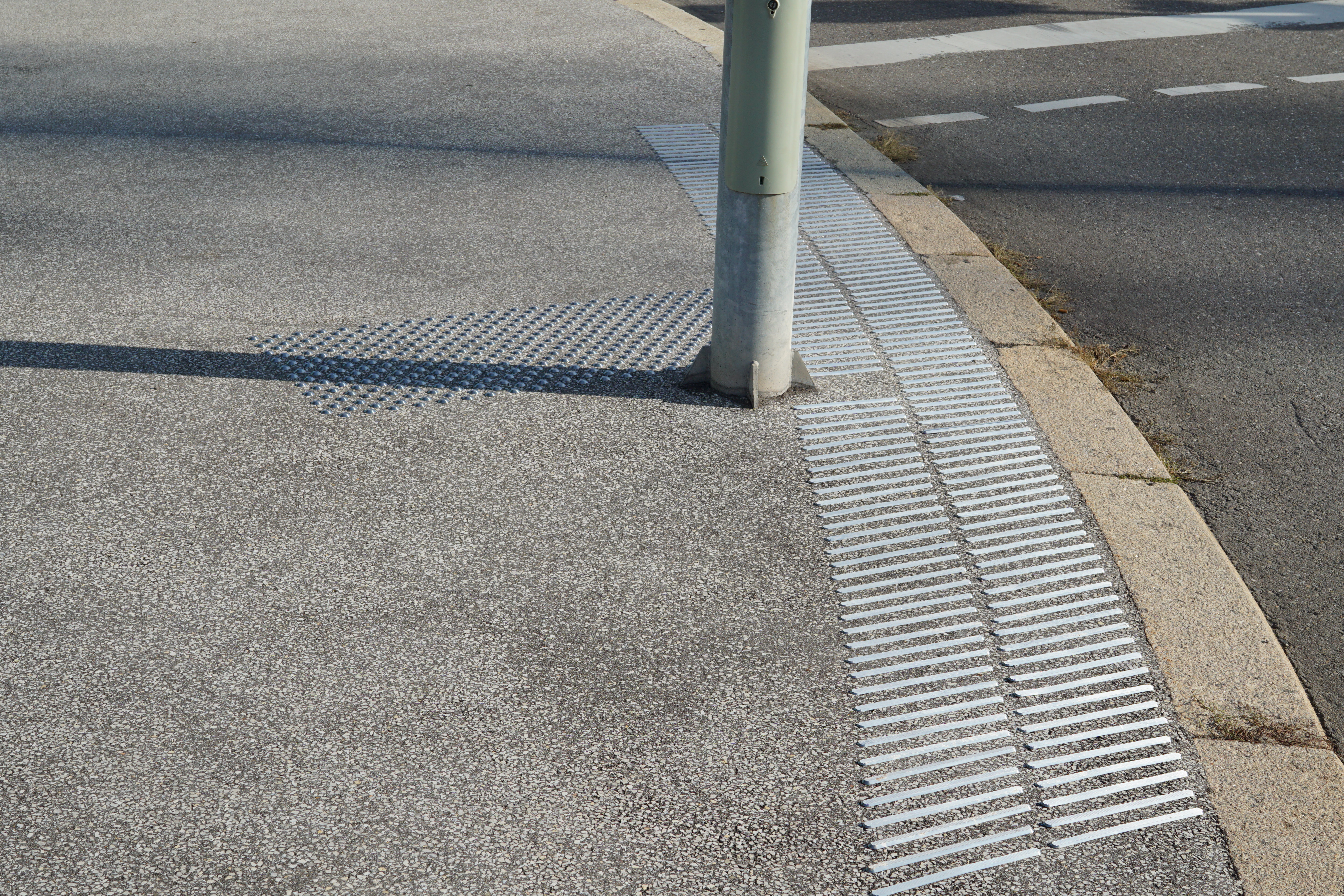
Metallenes Blindenleitsystem in Sindelfingen

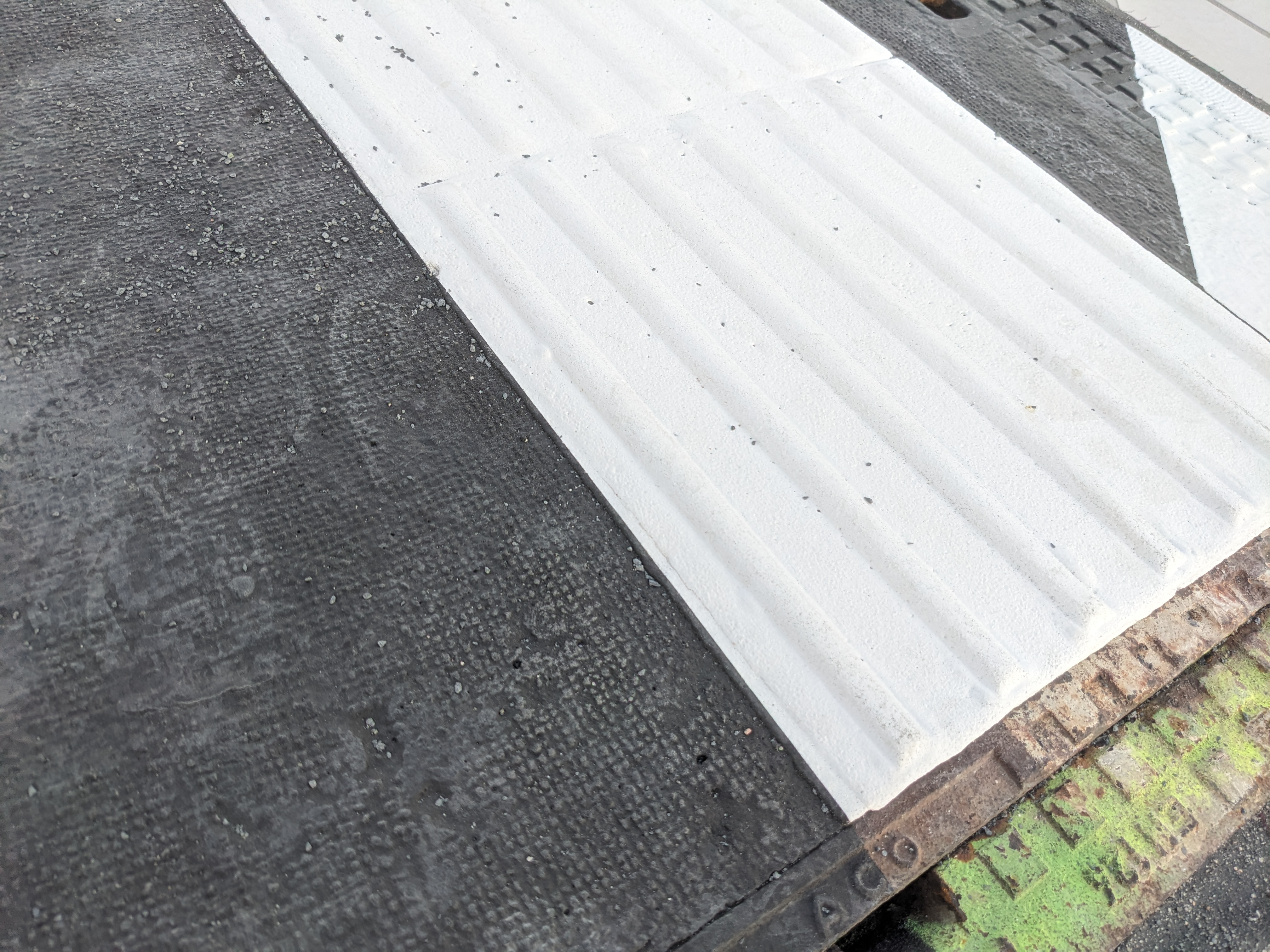
Detailansicht einer Profilmarkierung mit Rippen, die als extrudierte Markierung wie eine Fahrbahnmarkierung ausgeführt ist (Bahnhof Stuttgart-Bad Cannstatt, 2025)

Rillenplatten mit auffälligem Rillenmuster werden schon seit langem in Deutschland eingesetzt und sind deshalb die am meisten verwendeten Bodenindikatoren. Diese Platten sind in der DIN 32984 beschrieben. Die dort definierten schmalen Rillen lassen sich mit den heute üblichen Stockspitzen aber kaum vom Umgebungsbelag unterscheiden. Deshalb werden zunehmend Platten mit breiteren Rillen eingebaut. Statt Querschnitten mit Sinuswellenstruktur erhalten die Platten zunehmend trapezförmige Rippen. Über das Umgebungsniveau hinausragende Rippen sind zudem besser ertastbar als vertiefte Rillen.
Rillenpflaster wird naturgemäß v. a. bei Leitstreifen und Richtungsfeldern eingesetzt. Sie sind durch Schuhsohlen hindurch nur bei sehr breiten Rippenabständen fühlbar. Mit dem Langstock hingegen bieten sie eine gute Führung über längere Strecken (z. B. zwischen einem Bahnhof und einem Busbahnhof).

### Bodenindikatoren mit Noppen
Noppenplatten werden bei verschiedenen Aufmerksamkeitsfeldern eingesetzt. Noppenpflaster lässt sich nicht nur mit dem Langstock, sondern zumeist auch mit den Füßen ertasten und sind deshalb zur Warnung besonders geeignet. Die Noppen bestehen i. d. R. aus Kugelkalotten oder Kegelstümpfen.

### Grazer T

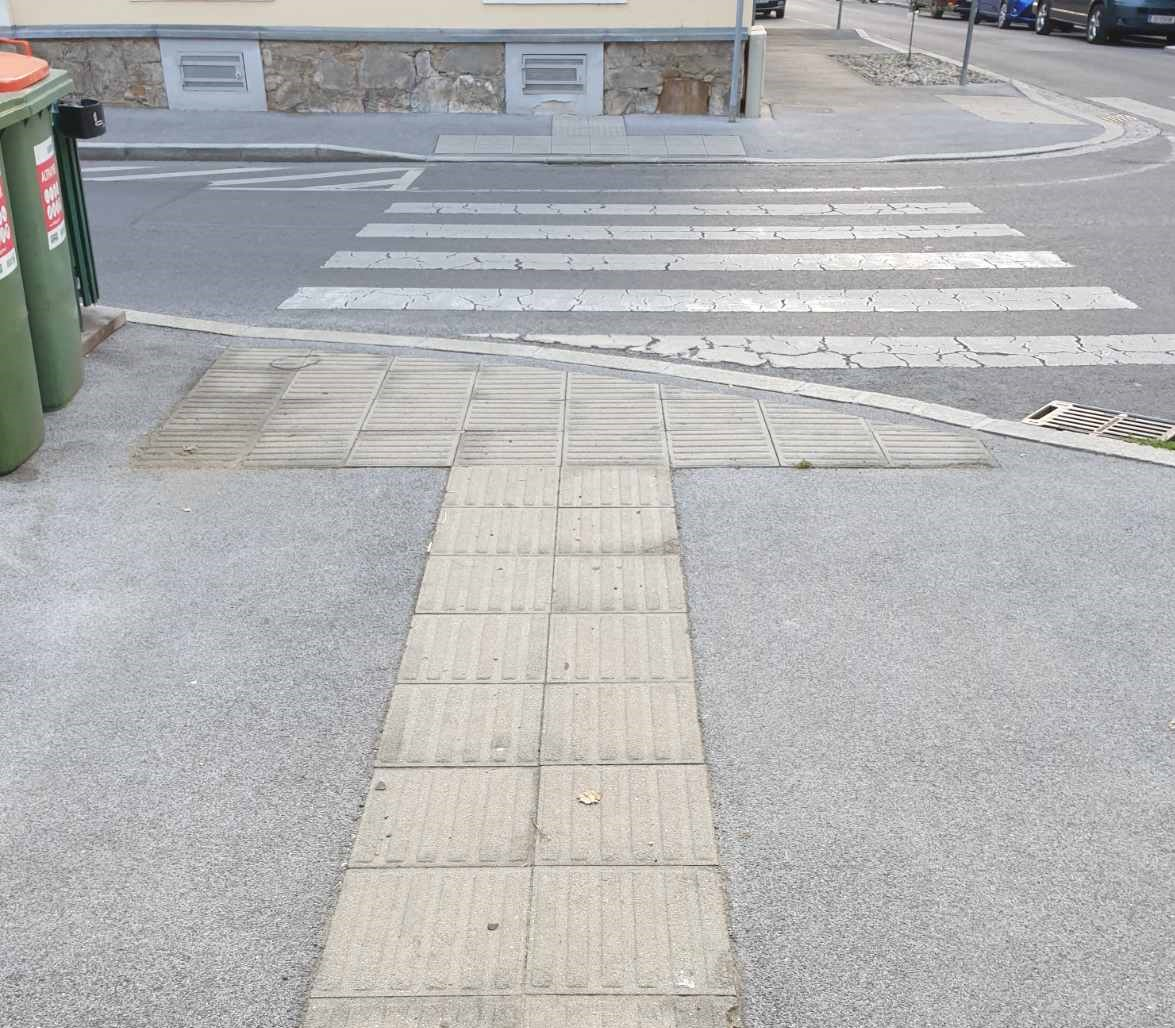
Kennzeichnung eines abgesenkten Fußgängerüberganges mit dem Grazer T in Graz-Geidorf

Bei Fußgängerübergängen ergibt sich das Problem, dass für Blinde eine ertastbare Gehsteigkante von mindestens 3 cm vorhanden sein muss, für Gehbehinderte, Kinderwagen usw. allerdings eine Absenkung auf Null wünschenswert ist. Daher wurde für diesen Zweck von der Stadt Graz in Zusammenarbeit mit Blindenverbänden eine spezielle Markierung entwickelt: das Grazer T. Längsrillen in Gehrichtung treffen 30 cm vor dem Übergang auf Querrillen, die sowohl die Gehsteigkante als auch den Übergang anzeigen, wodurch eine Nullabsenkung sicher möglich ist.

## Normen und Standards
Deutschland
- DIN 32984 (2023-04): Bodenindikatoren im öffentlichen Raum
- DIN 18040-3: Barrierefreies Bauen im öffentlichen Verkehrs- und Freiraum
- H BVA (FGSV-Hinweise für barrierefreie Verkehrsanlagen)
- DIN CEN/TS 15209: Taktile Bodenindikatoren gefertigt aus Beton, Ton und Stein
- RASt (Richtlinie für die Anlage von Stadtstraßen)

Österreich
- ÖNORM V 2102-1: Technische Hilfen für sehbehinderte und blinde Menschen. Taktile Bodeninformationen

Schweiz
- Merkblatt 14/05 Leitliniensystem Schweiz der Schweizerischen Fachstelle für behindertengerechtes Bauen